# Indietronica
Indietronica (även kallad indie electronic) är en musikgenre som kombinerar indie, electronica, rock och popmusik. Typiska instrument att användas inom indietronica är keyboard, synthesizer, sampler och trummaskin. Genren är också nära besläktad med den relativt mindre elektroniska och mer akustiska Chillwave (Glo-fi)-rörelsen.

## Historik
Indietronica växte fram i början av 1990-talet, med grupper som Stereolab och Disco Inferno, och tog fart på allvar under 2000-talet i takt med utvecklingen av den nya digitala teknologin. Detta omfattar grupper såsom Broadcast från Storbritannien, Justice från Frankrike, Lali Puna från Tyskland, samt The Postal Service och Ratatat från USA, som blandade en mängd olika indiesound med elektronisk musik. Dessa producerades främst av små, oberoende skivbolag.